# 이바노 블라손
이바노 블라손(이탈리아어: Ivano Blason iˈvaːno blaˈzɔn[*]; 1923년 5월 24일~2002년 3월 13일)은 이탈리아의 전 축구 선수이다. 그는 현역 시절 수비수로 활약했으며, 축구계에서 최후방 수비수의 선구자로 평가된다. 그는 이탈리아 국가대표팀 일원으로 1950년 월드컵에 참가했다.

## 구단 경력
1939년에 프로 고리치아에서 축구를 시작한 블라손은 트리에스티나에서 대성했는데, 1945-46 시즌에 이탈리아 최상위 리그에서 신고식을 치렀다. 그는 1947-48 시즌에 "위대한 토리노"(Grande Torino)에 이어역사적인 2위를 기록할 당시 선수단의 주역이었다. 그는 1950년까지 선수단에서 활약하다가 인테르나치오날레로 이적하여 1953년과 1954년에 연속으로 리그를 우승했다. 세리에 B의 엘라스 베로나에서 1년을 보낸 후, 그는 세리에 A의 파도바로 이적해 7년을 활약했고, 그동안 1957-58 시즌에 3위의 성적을 거두었다.

## 국가대표팀 경력
블라손은 브라질에서 열린 1950년 월드컵에 이탈리아를 대표로 출전해 2-0으로 이긴 파라과이와의 7월 2일 경기에서 처음이자 마지막으로 국가대표팀 경기에 출전했다.

## 경기 방식
수비수인 블라손은 신체적 힘, 대인 방어력으로 정평이 났으며, 견고하지만 깔끔한 경기를 펼치는 선수이기도 했다. 그는 여러 수비 역할을 맡을 수 있는데, WM 혹은 "체계"(sistema) 배치 형태에서 측면 수비수로 주로 활약했는데, 현대의 중앙 수비수와 유사했다. 그러나, 그는 말년에 최후방 수비수로 활약했고, 안드레아 스키안키 "라 가체타 델로 스포르트"(La Gazzetta dello Sport) 기자는 인테르나치오날레 시절에 알프레도 포니 감독의 지도 하에, 또 파도바에서 네레오 로코 감독의 지도 하에 그는 이탈리아 최초 "자유 수비수"(libero)로 출전한 선수로 평가했다. 이 역할을 맡아, 그는 수비진 최후방을 맡아 공을 위험 지역에서 걷어냈다. 포니 감독 시절의 인테르나치오날레에서, 그는 측면과 최후방 수비 외에도 "돌출 수비수"(centromediano metodista)로도 활약했는데, 이 역할은 현대의 수비형 미드필더와 후방 플레이메이커와 유사하다. 비록 그의 주 역할은 전통적인 최후방 수비수로, 공을 걷어내는 것이 주요 임무지만, 길게 공을 찔러넣어 역습의 시발점이 되기도 했다. 수비 역량 외에도, 공을 강하게 차 프리킥이나 페널티 킥을 맡기도 했다.

## 개인사
이바노 블라손은 고리치아 도 산 로렌초 디 모사 출신이다.
그의 형 자코모 블라손도 프로 축구 선수로 활동했다. 둘을 구분하기 위해 자코모는 블라손 1호(Blason I)로, 이바노는 블라손 2호(Blason II)로 수식되었다.

## 수상
인테르나치오날레
- 세리에 A: 1952–53, 1953–54

프로 고리치아
- 세리에 C: 1942–43